# Rudolf Schottlaender
Rudolf Schottlaender (né le 5 août 1900 à Berlin; mort le 4 janvier 1988 à Berlin-Est) était un philosophe, essayiste et spécialiste des langues anciennes allemand d'origine juive.
Sans quitter sa ville natale, Schottlaender a connu cinq états allemands au cours de sa vie : l'Empire, la république de Weimar, l'Allemagne nazie, Berlin-Ouest et la République démocratique allemande.
Rudolf Schottlaender a étudié la philosophie à Fribourg-en-Brisgau avec Edmund Husserl, Martin Heidegger et Nicolai Hartmann.C'est là qu'il a fait la connaissance de Günther Stern (qui deviendra écrivain sous le pseudonyme de Günther Anders) et dont il épousera la sœur Hilde peu après (ce sera le premier de trois mariages).
Schottlaender a également étudié avec Karl Jaspers. Malgré son intérêt manifeste pour la Phénoménologie pendant ses études, Schottlaender s'est plutôt tourné vers le Stoïcisme et vers Spinoza qui l'a incité à se détourner en 1921 de la communauté juive.
Pendant la République de Weimar, Schottlaender était chercheur indépendant. Avec sa traduction de la première partie de À la recherche du temps perdu, Du côté de chez Swann parue en 1926 sous le titre Der Weg zu Swann (« En allant chez Swann ») aux éditions Die Schmiede, il devint le premier traducteur de Marcel Proust en allemand.
Caché à Berlin à la fin de la Seconde Guerre mondiale, il a survécu au Troisième Reich et à la persécution des juifs par les nazis. Après la guerre, il a enseigné, comme professeur de lycée, le latin et le grec ancien à Berlin-Ouest, puis, comme professeur d'université, (de 1947 à 1949) la philosophie à l'université technique de Dresde.
Démocrate combatif et humaniste, il est alors vite entré en conflit avec l'administration de la zone d'occupation soviétique. Il est alors retourné à Berlin-ouest pour reprendre son travail de professeur. Mais là, en raison de ses efforts continus pour surmonter la guerre froide, hostile au réarmement de la RFA, il a été victime d'une campagne de calomnie calomnie qui lui a occasionné quelques difficultés professionnelles.
En 1959, il est entré à la prestigieuse université Humboldt de Berlin comme professeur de littérature latine et grecque. En tant que non-marxiste, et à cause de ses expériences à Dresde, il n’eut pas le droit y enseigner la philosophie.
Après la construction du mur de Berlin en août 1961, il fut contraint de déménager de Berlin-ouest à Berlin-est pour pouvoir continuer à exercer. Schottlaender a pris sa retraite en 1965.
Outre de nombreux écrits philologiques et philosophiques, Schottlaender a publié de brillantes traductions, en particulier une nouvelle traduction en allemand des œuvres complètes de Sophocle et d’écrits de Pétrarque et de nombreuses contributions sur la question juive et l'antisémitisme. Dans ses essais et ses articles, publiés la plupart du temps à l'ouest, il s'est situé comme intermédiaire entre les systèmes. En raison de des positions critiques vis-à-vis de la République démocratique allemande, il a été l'objet d'une surveillance constante de la part de la Stasi. Ses positions ont inspiré de nombreuses figures de l'opposition montante au régime est-allemand.

## Autobiographie
- "Un allemand malgré tout - Ma traversée du siècle" (Trotz allem ein Deutscher, Herder-Verlag 1986) traduit de l’allemand et annoté par Jean-Paul Colin, septembre 2003